# Rue des Pyrénées (Toulouse)
Pour les articles homonymes, voir Rue des Pyrénées.
La rue des Pyrénées (en occitan : carrièra dels Pirenèus) est une voie de Toulouse, chef-lieu de la région Occitanie, dans le Midi de la France.

## Situation et accès

### Description
La rue des Pyrénées est une voie publique. Elle se trouve dans le quartier du Busca.
Longue de 364 mètres, elle naît perpendiculairement à l'allée des Demoiselles, dans le prolongement de la rue du Japon. Elle suit un parcours rectiligne, orienté au sud-sud-ouest, parallèle aux voies de la ligne de chemin de fer. Elle reçoit à droite successivement la rue Sainte-Philomène, puis la rue Henri-IV. Elle se termine en rencontrant la rue de la Tannerie.
La chaussée compte une seule voie de circulation automobile en sens unique, de l'allée des Demoiselles vers la rue de la Tannerie. Elle appartient à une zone 30 et la vitesse y est limitée à 30 km/h. Il n'existe pas de piste, ni de bande cyclable, quoiqu'elle soit à double-sens cyclable.

### Voies rencontrées
La rue des Pyrénées rencontre les voies suivantes, dans l'ordre des numéros croissants (« g » indique que la rue se situe à gauche, « d » à droite) :
1. Allée des Demoiselles
2. Rue Sainte-Philomène (d)
3. Rue Henri-IV (d)
4. Rue de la Tannerie

### Transports
La rue des Pyrénées n'est pas directement desservie par les transports en commun Tisséo. Elle est cependant facilement accessible par la ligne du Linéo L9, qui parcourt l'allée des Demoiselles, et par la ligne de bus 44, qui dessert la rue Léo-Lagrange.
Les stations de vélos en libre-service VélôToulouse les plus proches sont les stations no 115 (8 allée des Demoiselles) et no 127 (1 rue Bégué-David).

## Odonymie
La rue a toujours porté ce nom. Il lui vient probablement de la ligne de chemin de fer qui la longe, aménagée entre 1861 et 1867, et qui va de Toulouse à Montréjeau, puis dessert la plupart des villes les plus importantes du piémont pyrénéen occidental jusqu'à Bayonne. Elle est d'ailleurs connue comme la « transversale pyrénéenne ».

## Histoire
Au début du XIXe siècle, l'allée des Demoiselles traverse des terrains agricoles. En 1810, le pépiniériste Louis-Marc Demouilles, d'origine suisse, crée un établissement d'horticulture. Il se rend propriétaire de vastes terrains dans les faubourgs de Toulouse, particulièrement au Busca, au Pont-des-Demoiselles et à Rangueil. Il possède en particulier des terres en bordure de l'allée des Demoiselles, entre le chemin de ronde de Pélude (actuelle avenue Paul-Crampel). Il y fait pousser en particulier des arbres fruitiers, mais aussi des arbres d'ornement et d'alignement.
En 1861, la création de la ligne de chemin de fer de Toulouse à Montréjeau partage ces propriétés en deux parties. En 1874, Xavier d'Auriol, propriétaire des terrains entre le chemin du Busca (actuelle avenue François-Frizac), l'allée des Demoiselles et le chemin du Sauzat (actuelle rue Léo-Lagrange), commence à les partager pour les lotir. Le nouveau quartier s'organise autour de la rue Sainte-Philomène et de plusieurs rues qui lui sont perpendiculaires. À partir de 1900, il s'étend sur les anciens terrains du pépiniériste Demouilles, qui sont lotis dans les années suivantes : la rue des Arènes (actuelle rue Georges-Picot) est tracée en 1900, la rue Demouilles en 1901, la rue des Pyrénées en 1905.

## Patrimoine et lieux d'intérêt

### Compagnons du devoir
L'association ouvrière des Compagnons du devoir est établie dans la rue des Pyrénées.

### Maisons
- no  3 : maison (1929, Dalon)[6].
- no  4 : maison (1910, P. Martin)[7].
- no  7 : maison (années 1910)[8].
- no  9 : maison (1926, Antonin et Pierre Thuriès)[9].
- no  12 : maison (1910, P. Martin)[10].
- no  14 : maison (1933, Jean Valette)[11].
- no  15 : maison (1911, P. Perry)[12],[13].
- no  16 : maison Primerose (vers 1910, Jules Calbairac)[14].
- no  17 : maison (1912, P. Perry)[12],[15].
- no  18 : maison (vers 1910)[16].
- no  20-22 : maisons jumelles (1912, J. David)[12],[17].
- no  26 : maison (1926, Barthélémy Guitard et Jean Valette)[12],[17].
- no  29 : maison (années 1930, Arnaud Bernadot et Pierre Delfau)[18].
- no  31 : villa Dombray (1934, Robert Armandary)[19].